# Bennie Swain
Bennie Samuel Swain (Talladega, 16 dicembre 1933 – Houston, 19 giugno 2008) è stato un cestista statunitense, professionista nella NBA.

## Carriera
Venne selezionato dai Boston Celtics al primo giro del Draft NBA 1958 (7ª scelta assoluta).

## Palmarès
- Campionato NBA: 1

Boston Celtics: 1959